# Station Aubrives
Station Aubrives is een spoorwegstation in de Franse gemeente Aubrives.

## Treinverbindingen
| Serie      | Treinsoort | Route                                           | Bijzonderheden |
| ---------- | ---------- | ----------------------------------------------- | -------------- |
| TER 838800 | TER (SNCF) | Charleville-Mézières – Revin – Aubrives – Givet |                |